# Демидов, Иван Иванович
Ива́н Ива́нович Деми́дов (род. 23 июля 1963, Сызрань, Куйбышевская область) — российский политический и общественный деятель, в прошлом телеведущий, режиссёр, продюсер и медиаменеджер. Председатель президиума Фонда развития современного искусства. Член Общественного совета при Министерстве культуры Российской Федерации (с 2016 года). Член Академии Российского телевидения (с 2000 года).

## Биография
Родился 23 июля 1963 года в Сызрани Куйбышевской области в семье заместителя министра связи Ивана Семёновича Демидова и педагога Галины Эдуардовны Демидовой.
В 1980 году окончил среднюю школу № 16 в Куйбышеве.
В 1981—1983 годах проходил военную службу в 7-й гвардейской воздушно-десантной дивизии ВДВ СССР на территории Литовской ССР (воинское звание — сержант).
В 1983—1987 годах работал осветителем цеха внестудийного освещения ТТЦ Гостелерадио.
В 1987 году — администратор Главной редакции программ для молодёжи (Молодёжной редакции ЦТ Гостелерадио), участвовал в производстве программ «Что? Где? Когда?», «Мир и молодёжь», «От всей души» и «А ну-ка, девушки». В том же году стал администратором новой программы «Взгляд», которая во многом изменила как советское телевидение, так и атмосферу в стране. Через полгода после первого выпуска программы Демидов становится ассистентом режиссёра, а ещё через полгода — полноправным режиссёром программы. Когда на второй год существования программы «Взгляд» в её рамках придумывался формат «ток-шоу», Демидов принимал непосредственное участие в его создании. Кроме того, ему принадлежит понятие «ток-шоу» в том виде, в котором оно прижилось в России.
В 1989 году — режиссёр по освещению XIII Всемирного фестиваля молодёжи и студентов в Пхеньяне (КНДР).
В 1990 году — один из создателей телекомпании ВИD, являлся членом Совета директоров и акционером телекомпании.
Зимой 1991 года Демидов становится автором и ведущим программы «МузОбоз», выходившей несколько лет на канале ОРТ и пользовавшейся большой популярностью как в среде шоу-бизнеса, так и среди простого населения. Не менее примечательным был имидж ведущего Демидова с неизменными чёрными очками, которые он будет носить на публике до конца десятилетия. Основную известность среди зрителей Демидов получил именно за счёт этой передачи.
Уже через год Демидов запускает «Площадку Обоза», в рамках которой проходили как сборные, так и сольные концерты популярных артистов. Первое время данного рода мероприятия проходили в «Лужниках», а затем стали возможны выездные «площадки».
В 1994 году Демидов занимает пост директора телеканала «ТВ-6 Москва» Московской независимой вещательной корпорации (МНВК), а в 1995 году становится вице-президентом и заместителем генерального директора МНВК. Под его руководством на канале был запущен ряд оригинальных программ: «Пост-музыкальные новости», «Акулы пера», «Я сама», «Диск-канал», «Партийная зона», «Катастрофы недели» и другие. Работая на ТВ-6, Демидов продолжил практику выездных гастролей, но уже с участием лиц канала. Так, он организовывает фестивали молодёжи «6 дней ТВ-6» в Красноярске, Ханты-Мансийском автономном округе и других регионах.
В 1995 году Демидов учредил газету «МузОбоз», а в 1996 году — неформальную театральную премию «Чайка», которая изначально являлась премией канала ТВ-6, но затем зажила самостоятельной жизнью.
В 1995 году окончил заочно Пятигорский государственный лингвистический университет по специальности «Русский язык и литература».
В 1996 году его программа «МузОбоз» переехала на канал ТВ-6. В 1998 году место ведущего программы Демидов уступил Отару Кушанашвили и Лере Кудрявцевой, а в 2000 году Демидов принял решение о прекращении выпуска программы. Также, в поздние годы ТВ-6 вёл программы «ЦитаДень» и «Как жить по-православному».
В 1997 году получил премию Союза журналистов России «Лучший менеджер телевидения».
В 1998 году на ТВ-6 в честь 100-летия МХАТа вышел сериал «Чехов и Ко», продюсером которого был Демидов (вместе с Андреем Разбашом). Для молодёжного канала это было несвойственно, на что Демидов в интервью программе «Взгляд» сказал, что молодёжь должна говорить о главном, и произведения Чехова должны принадлежать следующему поколению.
В 2000 году снялся в кинофильме «Брат 2» в роли камео (ведущего телепередачи «В мире людей», в которой принимали участие главные герои фильма).
В мае 2001 года, из-за смены руководства и изменения вещательной политики канала ТВ-6, Демидова увольняют по собственному желанию с поста заместителя генерального директора МНВК. После ухода с ТВ-6, по собственным словам, на некоторое время сделал перерыв в активной телевизионной карьере.
В марте 2002 года участвовал в аукционе на шестую метровую частоту, освободившуюся после ликвидации ТВ-6, с концепцией телекомпании «Твой канал», но проиграл команде Евгения Киселёва. В 2003 году участвовал в реалити-шоу «Последний герой-3: Остаться в живых».
С октября 2003 по август 2005 года был ведущим религиозной программы «Русский взгляд» на «Третьем канале». В одном из интервью того же периода Демидов назвал себя «активным православным человеком», заявлял, что принял крещение в 33 года.
В 2005 году основал православный телеканал «Спас» вместе с Александром Батановым, который сразу же стал его генеральным директором. В том же году Демидов отходит от телевидения и погружается в политику. Так, в ноябре он входит в состав Координационного совета «Молодой Гвардии „Единой России“» (МГЕР), где начинает отвечать за идеологию и политработу. 15 декабря 2006 года на II съезде МГЕР вновь был избран в состав совета.
В феврале 2008 года был назначен начальником идеологического управления политического департамента партии «Единая Россия». Позже в том же году был назначен начальником департамента гуманитарной политики и общественных связей Управления Президента РФ по внутренней политике.
C 15 мая 2009 по январь 2010 года являлся ответственным секретарём Комиссии по противодействию фальсификации истории в ущерб интересам России (председатель Комиссии — Сергей Нарышкин).
С июля 2011 по июль 2014 года был членом Комиссии по вопросам религиозных объединений при Правительстве РФ.
С мая 2012 года по декабрь 2013 года являлся заместителем министра культуры РФ, курировал кинематографию.
С января 2014 года некоторое время был генеральным директором государственной автономной организации «Дирекция парка „Россия“».
В октябре 2015 года возглавил Фонд развития современного искусства.
С 2016 по 2019 год входил в Общественный совет при Министерстве культуры РФ.
С 2016 года является советником спикера Госдумы Вячеслава Володина.
16 сентября 2019 года был назначен директором московского парка «Зарядье».
С июня 2022 года — председатель комиссии по культуре и культурно-историческому наследию Общественной палаты Москвы.
23 декабря 2022 года назначен генеральным директором Музейно-выставочного объединения «Манеж»

## Факты
- В 1992 году был включён Жириновским в состав «Теневого кабинета» ЛДПР в качестве «министра без портфеля»[46].
- В 1990-х годах 36 раз приглашался в жюри Высшей лиги КВН. Трижды был членом жюри фестиваля КВН «Голосящий КиВиН» (1995—1997). В качестве члена жюри также приглашался на юбилейные игры КВН в 2006 и 2016 годах.
- 23 мая 2014 года попал в ДТП на 38-м километре Дмитровского шоссе и был госпитализирован в тяжёлом состоянии[47].

## Семья
- Старший брат — Анатолий Иванович Демидов — медиаменеджер, до сентября 2011 года занимал должность генерального директора телеканала «Amazing Life»[48].
- Племянник — Дмитрий Анатольевич Демидов — телевизионный режиссёр[49].
- Бывшая жена — Елена Леонтьевна Демидова, работала продюсером «Партийной зоны»[50][51] и «Акул пера»[52] на канале ТВ-6[53].
  - дочь Анастасия[54].

## Награды
- Благодарность Министра культуры Российской Федерации (2017)[55].
- Медаль ордена «За заслуги перед Отечеством» II степени (5 февраля 2024 года) — за вклад в развитие отечественной культуры и искусства, многолетнюю плодотворную творческую деятельность[56][57].